# آهنگری زینتی

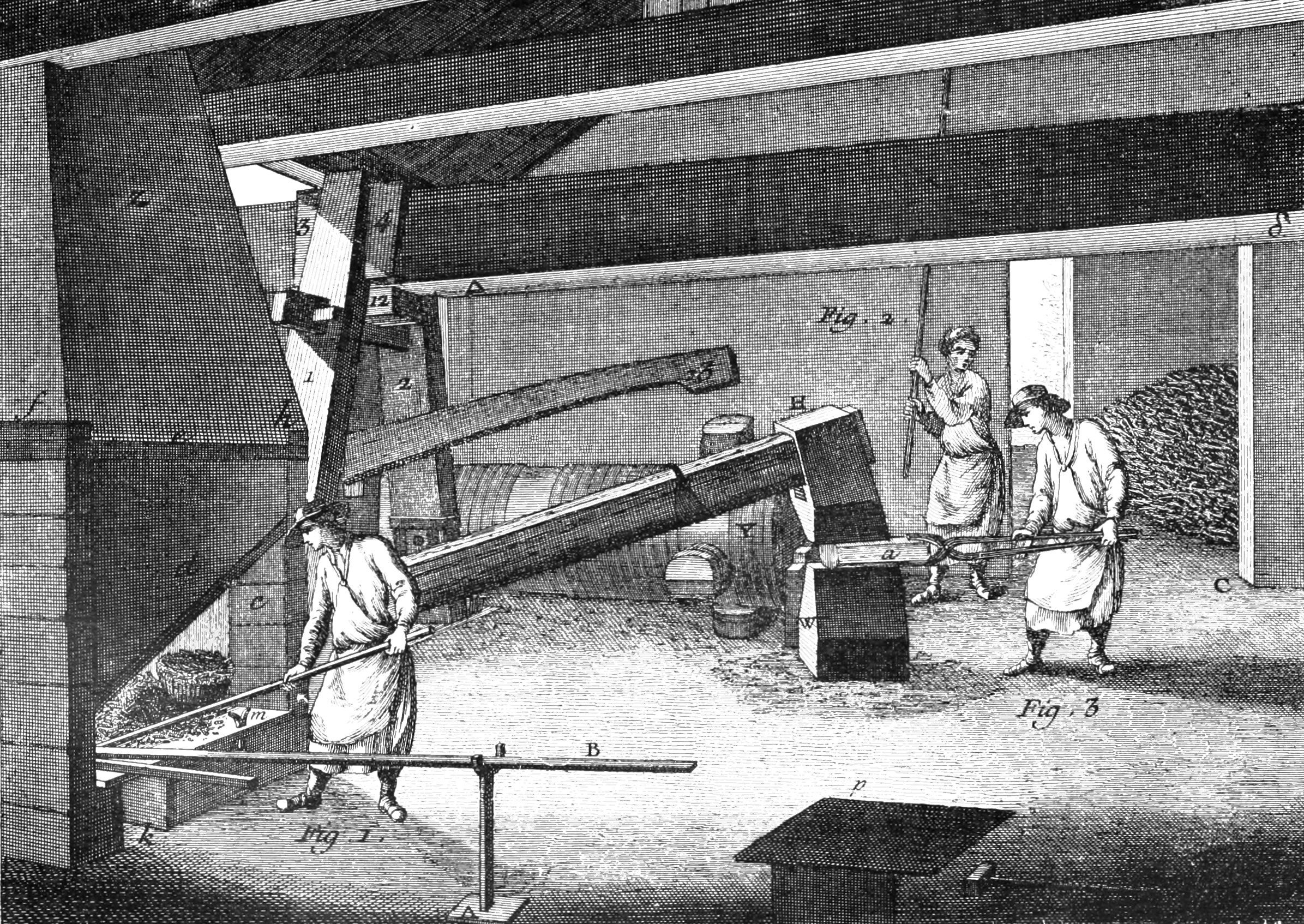
اجاق (سمت چپ) و چکش مکانیکی (مرکز) در یک فورج ظریف. در اتاق پشتی (سمت راست) یک توده بزرگ زغال چوب وجود دارد.

آهنگری زینتی (به انگلیسی: Finery forge ) یکی از انواع آهنگری است که برای تولید آهن شکل‌پذیر از چدن خام با کربن زدایی در فرآیندی به نام "fining" استفاده می شود که شامل ذوب کردن چدن در یک کوره ریزکاری و حذف کربن از چدن مذاب از طریق اکسیداسیون است.  آهنگری‌های زینتی در اوایل قرن سوم قبل از میلاد در چین مورد استفاده قرار گرفتند.  فرآیند فورج زینتی با فرآیند پادلینگ (puddling) و آسیاب غلتکی جایگزین شد که هر دو توسط هنری کورت در سال‌های 1783-1783 توسعه یافتند، اما تا سال 1800 فراگیر نشدند. 

## تاریخچه
بر اساس اولین نمونه‌های باستان‌شناسی آهنگری زینتی برای پالایش آهن شکل‌پذیر در قرن سوم قبل از میلاد در چین باستان در اوایل سلسله هان (202 قبل از میلاد– 220 پس از میلاد) در Tieshengguo، از چدن و آهن خام که در آن آهن ریزه کاری شده به آهن و فولاد ساخته شده تبدیل می‌شده‌است، استفاده می‌شد.  پیگوت حدس می‌زند که آهنگری در دوره قبل از ایالت‌های جنگ‌طلب (403 تا 221 قبل از میلاد) وجود داشته‌است، زیرا اقلام آهن شکل‌پذیر از چین مربوط به آن دوره بوده است و هیچ مدرک مستندی مبنی بر استفاده از آهن اسفنجی در چین وجود ندارد.  واگنر می‌نویسد که علاوه بر کوره‌های سلسله هان که اعتقاد بر این است که کوره های زینتی هستند، همچنین شواهد تصویری از اجاق نگین‌دار از یک نقاشی دیواری مقبره شاندونگ مربوط به قرن اول تا دوم پس از میلاد وجود دارد، و همچنین اشاره‌ای به شواهد مکتوب در قرن چهارم پس از میلاد وجود دارد . 
در اروپا، مفهوم آهنگری زینتی ممکن است در اوایل قرن سیزدهم مشهود بوده باشد.  با این حال، شاید تا قرن پانزدهم نمی‌توانست از آن برای مد کردن استفاده شود، همانطور که در رابطه با کوره بلند با موتور چرخ آبی توسط مهندس ایتالیایی فلورانسی آنتونیو آورلینو (حدود 1400 - 1469) توصیف شد.  فرآيند آهنگري زینتی از اواخر قرن هجدهم در اروپا با ديگر فرآیندهای آهنگری جايگزين شد، كه پادل كردن موفق‌ترين آن‌ها بود، اگرچه برخي از آن‌ها تا اواسط قرن 19 به كار گرفته شدند. روش‌های جدید از سوخت معدنی ( زغال سنگ یا کک ) استفاده می‌کردند و صنعت آهن را از وابستگی آن به چوب برای ساخت زغال سنگ رها می‌کردند.

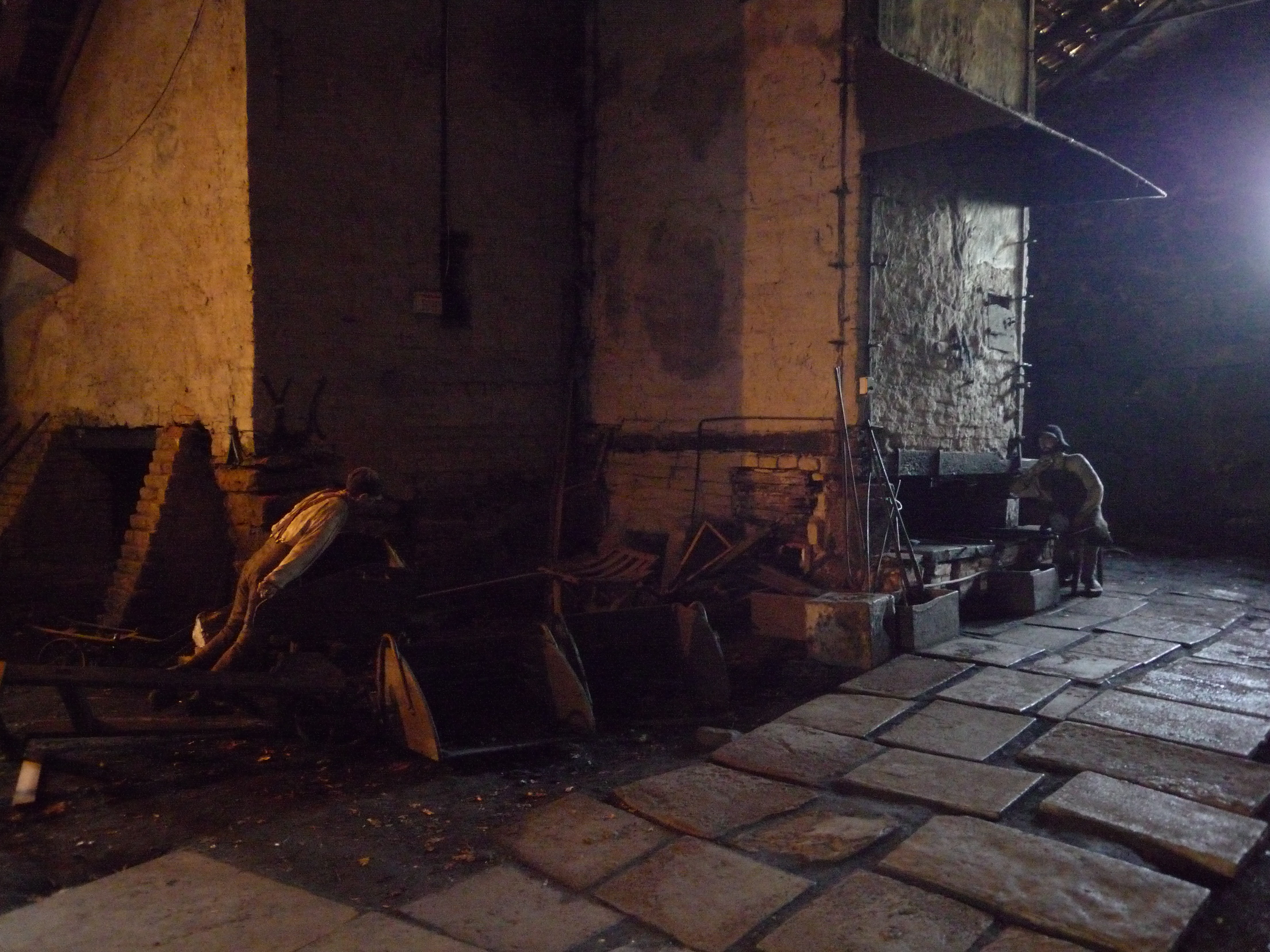
فضای داخلی فورج حفاظت شده والون در Österbybruk ، Uppland

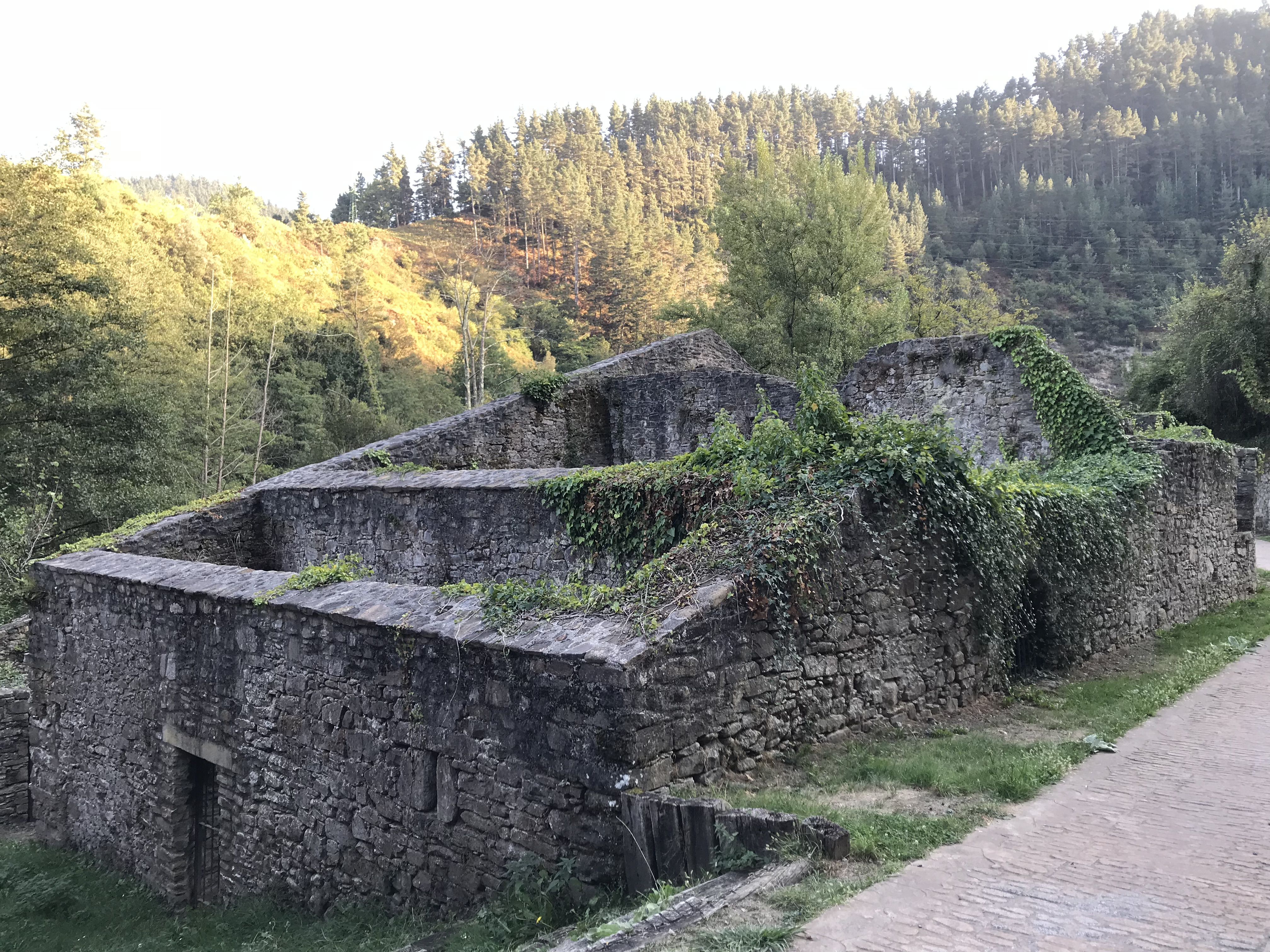
نمای بیرونی بقایای یک فورج باسکی

## انواع
در گذشته انواع مختلفی از کوره‌های ظریف وجود داشته است.

### فورج آلمانی
نوع غالب در سوئد فورج آلمانی بود که دارای یک کوره واحد بود که برای همه فرآیندها استفاده می‌شد.

### فورج والون (Walloon)
در سوئد آپلند در شمال استکهلم و برخی استان‌های مجاور، نوع دیگری به نام فورج والون مورد استفاده قرار می‌گرفت که عمدتا برای تولید نوع خاصی از آهن به نام ore grounds iron استفاده می‌شد که برای تولید فولاد تاول‌زده (blister steel) به انگلستان صادر می‌شد. خلوص آن به استفاده از سنگ معدن Dannemora بستگی دارد. فورج والون عملا تنها نوع مورد استفاده در بریتانیای کبیر بود.
فورج دو نوع کوره داشت، ظروف زینتی برای تکمیل محصول و کوره میل ساز  (Chafery) برای گرم کردن مجدد آهن اسفنجی که ماده اولیه فرآیند بود.

## روند
در آهنگری زینتی، کارگری که به عنوان «آهنگر» شناخته می‌شود، آهن خام را دوباره ذوب میکند تا کربن (و سیلیکون) را اکسید کند. در این فرآیند یک توده آهن (با مقداری سرباره ) تولید میشود که به آهن اسفنجی معروف است. این توده با استفاده از یک چکش با نیروی آب تثبیت می‌شود( به چکش مکانیکی(trip hammer) مراجعه کنید) و به آهنگری بازگردانده می‌شود.
مراحل بعدی توسط «چکش‌کار» انجام می‌شود که در برخی از مناطق آهن‌سازی مانند یورکشایر جنوبی به «ریس‌ساز» نیز معروف بوده است و آهن خود را در کوره‌ای زهی گرم می‌کرد. از آن‌جایی که آهن اسفنجی بسیار متخلخل است و فضاهای باز آن پر از سرباره است، چکش‌کار یا تارساز وظیفه داشت آهن اسفنجی گرم شده را با چکش بزند (کار کند) تا سرباره مذاب را از آن خارج کند و سپس محصول را به داخل بکشد. میله‌ای برای تولید آنچه به نام آنکونی یا میله آهن شناخته می‌شد. برای انجام این کار، او باید آهن را دوباره گرم می‌کرد که برای این کار از chafery استفاده می‌کرد. سوخت مورد استفاده در ریزه کاری باید زغال چوب (بعدا کک) باشد، زیرا ناخالصی های موجود در هر سوخت معدنی بر کیفیت آهن تاثیر می‌گذارد.

### سرباره

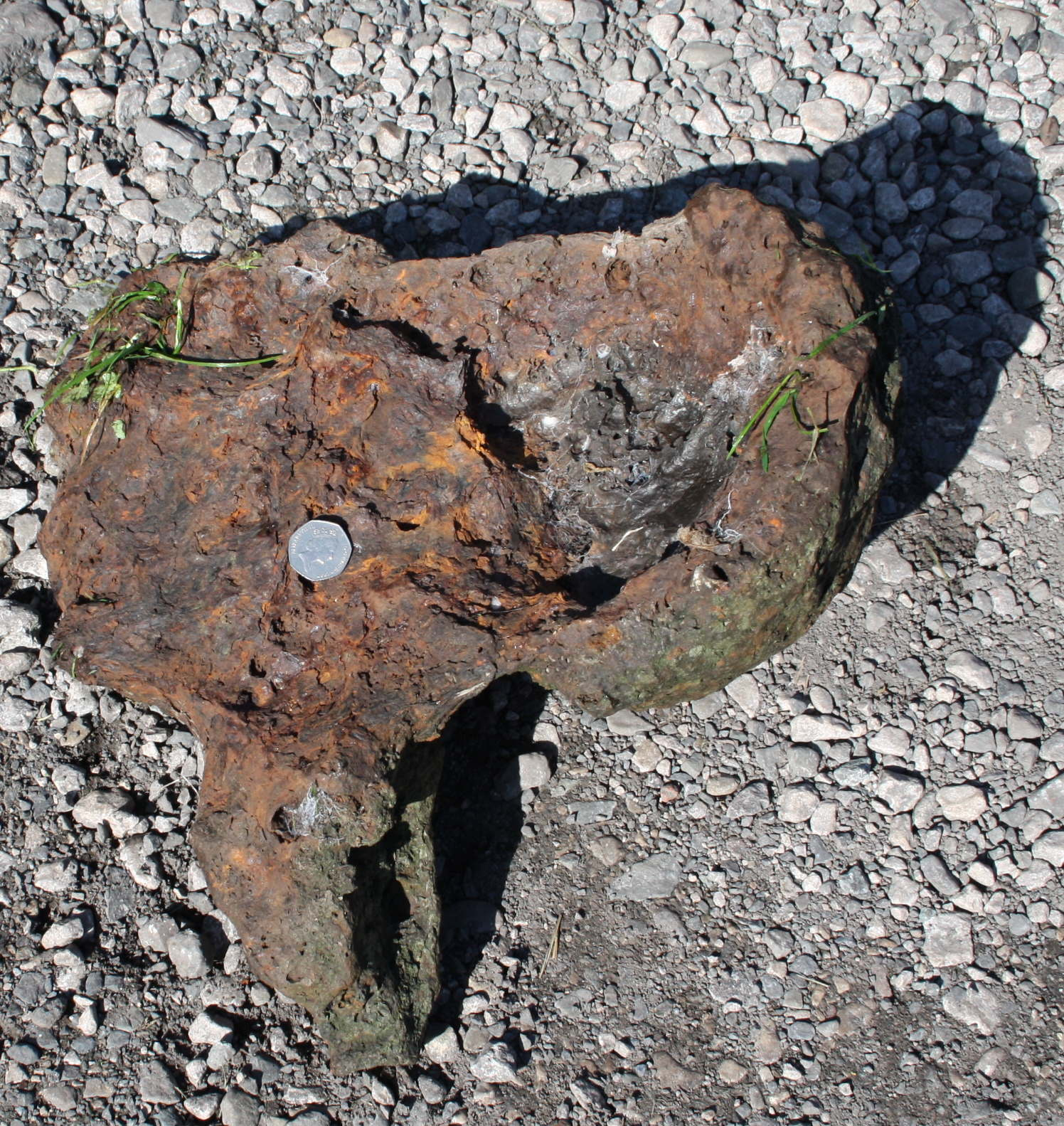
خزه در نزدیکی کوره نیولند پیدا شد

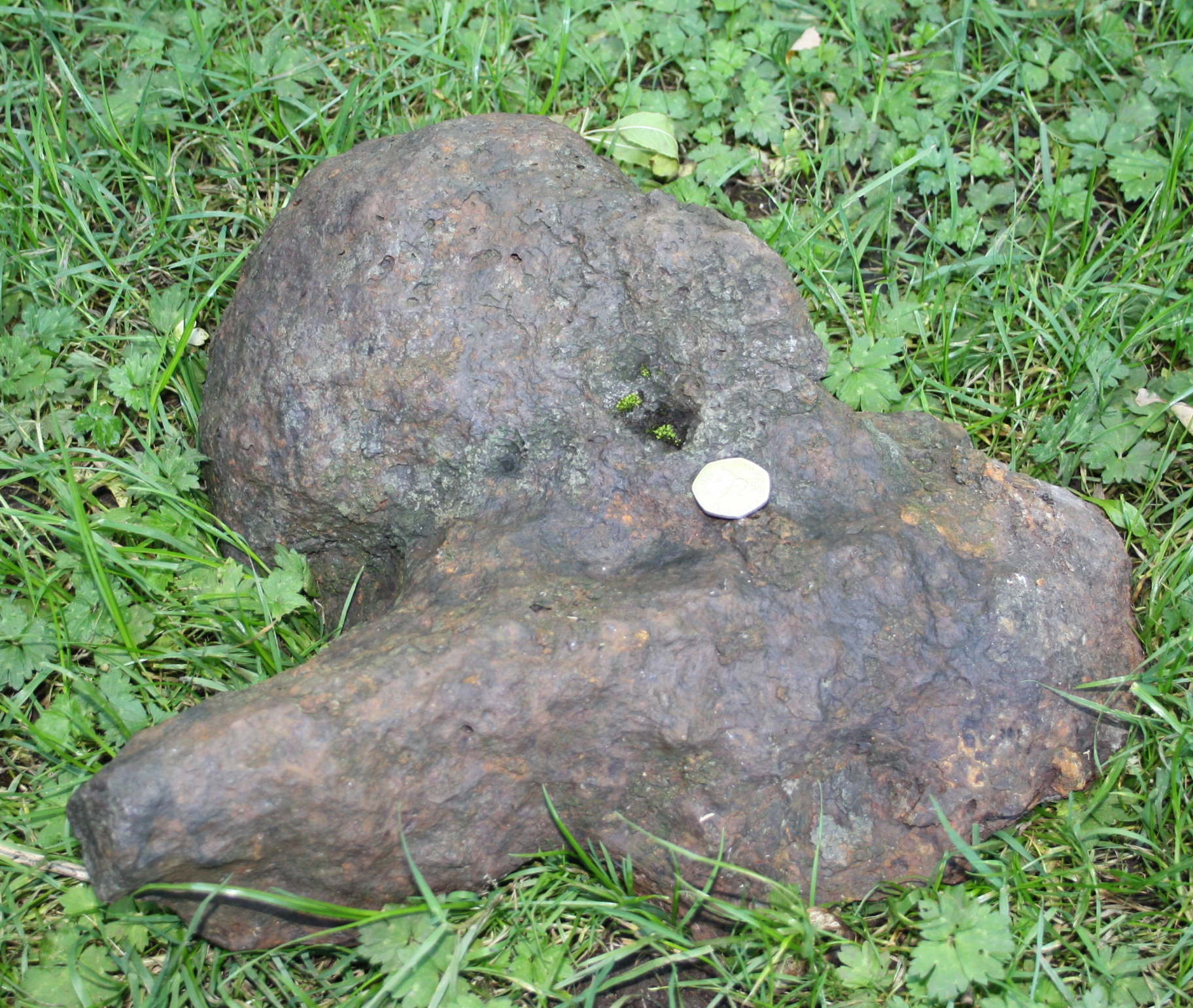
خزه در نزدیکی کوره نیولند پیدا شد

مواد زائد در اجاق گاز خنک شده و به عنوان خزه خارج می شوند.  در ناحیه Furnace، آن‌ها اغلب به عنوان سنگ بنای دیوار باقی می‌ماندند، به‌ویژه در نزدیکی پل اسپارک(Spark Bridge) و سازه‌های نیبتوایت(Nibthwaite).

## رفرنس‌ها
1. 1 2  Pigott, Vincent C. (1999). The Archaeometallurgy of the Asian Old World. Philadelphia: University of Pennsylvania Museum of Archaeology and Anthropology. شابک ‎۰−۹۲۴۱۷۱−۳۴−۰, p. 186-187.
2. ↑  Ayres, Robert (1989). "Technological Transformations and Long Waves" (PDF): 12. Archived from the original (PDF) on 2012-03-01. Retrieved 2013-03-02. {{cite journal}}: Cite journal requires |journal= (help)
3. 1 2  Pigott, Vincent C. (1999). The Archaeometallurgy of the Asian Old World. Philadelphia: University of Pennsylvania Museum of Archaeology and Anthropology. شابک ‎۰−۹۲۴۱۷۱−۳۴−۰, p. 186-187.
4. ↑  Wagner, Donald B. (2001). The State and the Iron Industry in Han China. Copenhagen: Nordic Institute of Asian Studies Publishing. شابک ‎۸۷−۸۷۰۶۲−۸۳−۶, pp. 80–83.
5. ↑  Williams, Alan R. (2003). The Knight and the Blast Furnace: a History of the Metallurgy of Armor in the Middle Ages & the Early Modern Period. Leiden: Brill. شابک ‎۹۷۸۹۰۰۴۱۲۴۹۸۱, pp 883.
6. ↑  Williams, Alan R. (2003). The Knight and the Blast Furnace: a History of the Metallurgy of Armor in the Middle Ages & the Early Modern Period. Leiden: Brill. شابک ‎۹۷۸۹۰۰۴۱۲۴۹۸۱, pp 883-84.
7. ↑  "Falling Creek Ironworks Park | Chesterfield County, VA". www.chesterfield.gov. Archived from the original on 15 July 2022. Retrieved 7 January 2023.